# Batman : Contes de Gotham
Pour plus de détails, voir Fiche technique et Distribution.
Batman : Contes de Gotham (Batman: Gotham Knight) est une série de six courts métrages animés issus de studios japonais. Adaptées de la franchise The Dark Knight de Christopher Nolan, les histoires se déroulent entre les films Batman Begins (2005) et The Dark Knight : Le Chevalier noir (2008), et sont sorties en DVD le 8 juillet 2008 aux États-Unis. Il s'agit du 3e film de la collection DC Universe Animated Original Movies.

## Segments
- Have I Got a Story for You (Studio 4°C) : J'ai une histoire à vous raconter !

L'histoire est racontée par un groupe de quatre adolescents. Chacun (sauf le quatrième alors absent des faits) raconte sa propre rencontre, plus ou moins différente selon les versions, avec Batman. Le premier le présente telle une ombre, rapide et disparaissant à volonté. La deuxième le présente comme un véritable homme ailé, très semblable à une chauve-souris. Le troisième le voit comme un homme dans une armure robotique assortie d'une multitude de gadgets et du Batwing. Les trois histoires finissent en fait par se compléter, puisqu'elles racontent chacune un bout du combat opposant Batman à un mystérieux criminel armé qui finit par s'enfouir dans l'eau. Alors que les histoires sont achevées, Batman et le criminel apparaissent dans un nuage de fumée devant les adolescents se combattant. Batman, aveuglé par la fumée, est finalement sauvé par le quatrième adolescent qui déclare alors, remercié par le héros, "Moi aussi, j'ai une histoire à vous raconter !".
- Crossfire (Production I.G) : Tirs Croisés

Dans les quartiers du GCPD, le détective Crispus Allen et sa partenaire Anna Ramirez sont chargés par le commissaire Gordon d'escorter aux Narrows (un quartier-île pénitentiel, semblable à un asile) un criminel livré par Batman : Jacob Feely. Sur le chemin du retour, ils se retrouvent bloqués au milieu d'une guerre des gangs entre la Mafia de Salvatore Maroni et les hommes du Russe. Au début hostile envers Batman, Allen est finalement sauvé de justesse par le justicier qui apparaît pour mettre fin aux fusillades et sauver Ramirez.
- Field Test (Bee Train) : Test sur le terrain

La scène présente Lucius Fox et Bruce Wayne discutant et expérimentant un nouveau prototype d'armure capable de repousser les balles par contre-magnétisme. Ensuite invité à l'inauguration solidaire d'un golf par un industriel véreux, M. Marshall, suspecté du meurtre d'une activiste, Teressa Williams. Le soir, testant son nouveau gadget, Batman provoque un accrochage entre le Russe et Salvatore Maroni pour, profitant de leur faiblesse, apparaître dans le conflit et obliger les deux mafieux à un accord de paix, profitable pour Gotham. Mais dans le combat, une balle déviée blesse un homme de main russe et Batman doit alors d'urgence l'amener dans un hôpital, le confiant aux policiers. Comprenant qu'en déviant les balles, il pouvait causer la mort d'un autre, Bruce redonne alors le gadget à Fox.
- In Darkness Dwells (Madhouse) : Dans les ombres

Le commissaire Gordon enquête sur une mystérieuse affaire dans laquelle un "homme-lézard" aurait enlevé six personnes, profitant d'une attaque chimique de l'Épouvantail, provoquant peurs et hallucinations. Batman part à la poursuite du ravisseur dans les égouts tandis que Gordon continue son enquête sur la piste de Crane. Guidé par des vagabonds, Batman remonte la piste jusqu'à celui qui se fait appeler Killer Croc, en vérité un patient de Crane : Waylon Jones. En brisant le monstre, Batman se retrouve contaminé par le gaz de Crane, et arrive au milieu du jugement du dernier kidnappé par l'Épouvantail. Faisant exploser le méthane dans les égouts, Batman sauve le kidnappé et vainc les hommes de Crane.
- Working Through Pain (Studio 4°C) : Travailler malgré la douleur

Blessé à la hanche, Batman est gravement affaibli alors qu'il poursuit un criminel. Il se rappelle alors sa jeunesse en tant que médecin de camp auprès des blessés de guerre et autres mutilés. Devant la souffrance extrême de ses patients, il relativise alors sa propre douleur et continue de lutter. Un autre souvenir le ramène en Inde dans sa quête, auprès de fakirs, de maîtriser sa douleur. Auprès d'une prétendue sorcière, Cassandra, il apprend à ne plus ressentir de douleur mais apprend aussi que sa douleur est mentale et qu'il puise dedans pour devenir plus puissant. Lorsque Alfred arrive enfin pour le sauver, Batman ne peut plus bouger, car il est finalement prisonnier de sa propre douleur : il s'en nourrit, et s'il en souffre, il le désire aussi.
- Deadshot (Madhouse)

Alors que Bruce Wayne raconte à Alfred que malgré sa haine envers les armes à feu, causes de la mort de ses parents, il finit par en admirer la "froide" beauté, un criminel fait son apparition : le tireur d'élite Deadshot. Alors qu'il fait tomber le véreux M. Marshall pour assassinat, Batman est prévenu par le détective Crispus Allen que Deadshot a pris pour cible le commissaire Gordon. Utilisant ce dernier comme appât, Batman découvre qu'il est lui-même la cible de l'assassin. Malgré tout, il parvient à le vaincre en se montrant plus rapide et plus rusé que le tireur.